# Motte castrale du Châtellier
La motte castrale du Châtellier est un ancien château à motte situé sur la commune de Rémalard en Perche, dans le département de l'Orne, région Normandie.

## Localisation
La motte est située dans l'ancienne commune de Rémalard.

## Histoire
La motte est datée du XIe siècle.
Le château sert au duc Guillaume en 1077 quand celui-ci conquiert la seigneurie de Bellême.
La motte castrale et ses fossés sont inscrits au titre des monuments historiques par arrêté du 17 novembre 1994.